# الظلال الداكنة (فلم)
الظلال الداكنة (بالإنجليزية: Dark Shadows) فيلم كوميدي أمريكي صدر عام 2012 من إخراج تيم برتون وبطولة جوني ديب وميشيل فايفر.

## القصة
قصة الفيلم عن مصاص دماء مسجون يدعي برناباس كولنز يتحرر من السجن
ويعود إلى منزل أجداده، حيث يحتاج احفاده مساعدته لهم.

## فريق العمل
- جوني ديب بدور بارنابس كولينز
- ميشيل فايفر بدور إليزابيث كولينز ستودارد
- إيفا غرين بدور آنجيليك بوشار كويلنز
- جوني لي ميلر بدور روجر كولينز

## وصلات خارجية
الظلال الداكنة على موقع IMDb (الإنجليزية)
- الظلال الداكنة على موقع ميتاكريتيك (الإنجليزية)
- الظلال الداكنة على موقع الموسوعة البريطانية (الإنجليزية)
- الظلال الداكنة على موقع روتن توميتوز (الإنجليزية)
- الظلال الداكنة على موقع نتفليكس (الإنجليزية)
- الظلال الداكنة على موقع قاعدة بيانات الأفلام العربية
- الظلال الداكنة على موقع ألو سيني (الفرنسية)
- الظلال الداكنة على موقع Turner Classic Movies (الإنجليزية)
- الظلال الداكنة على موقع أول موفي (الإنجليزية)
- الظلال الداكنة على موقع بوكس أوفيس موجو (الإنجليزية)